# 어바웃 레이
《어바웃 레이》(About Ray)는 2015년 공개된 미국의 드라마 영화이다.

## 출연

### 주연
- 나오미 왓츠
- 엘르 패닝
- 수잔 서랜든

### 조연
- 테이트 도노반
- 마리아 디지아
- 샘 트라멜
- 린다 에몬드
- 조던 칼로스
- 테사 앨벗슨
- 앤드류 폴크
- 에바 캐민스키